# Bihucourt
Ne doit pas être confondu avec Buicourt.
Bihucourt est une commune française située dans le département du Pas-de-Calais, en région Hauts-de-France. Ses habitants sont appelés les Bihucourtois. La commune est membre de la communauté de communes du Sud-Artois.

## Géographie

### Localisation
Localisée dans le sud-est du département du Pas-de-Calais, Bihucourt se situe à 6 km au nord-ouest de Bapaume et à 21 km au sud d'Arras (chef-lieu d'arrondissement et préfecture du Pas-de-Calais),.
Le territoire de la commune est limitrophe de ceux de cinq communes.
Les communes limitrophes sont Gomiécourt, Achiet-le-Grand, Béhagnies, Biefvillers-lès-Bapaume et Grévillers.

### Géologie et relief
La superficie de la commune est de 4,67 km2 ; son altitude varie de 102  à   131 mètres.

### Hydrographie
Le territoire de la commune est situé dans le bassin Artois-Picardie. Elle n'est drainée par aucun cours d'eau,.

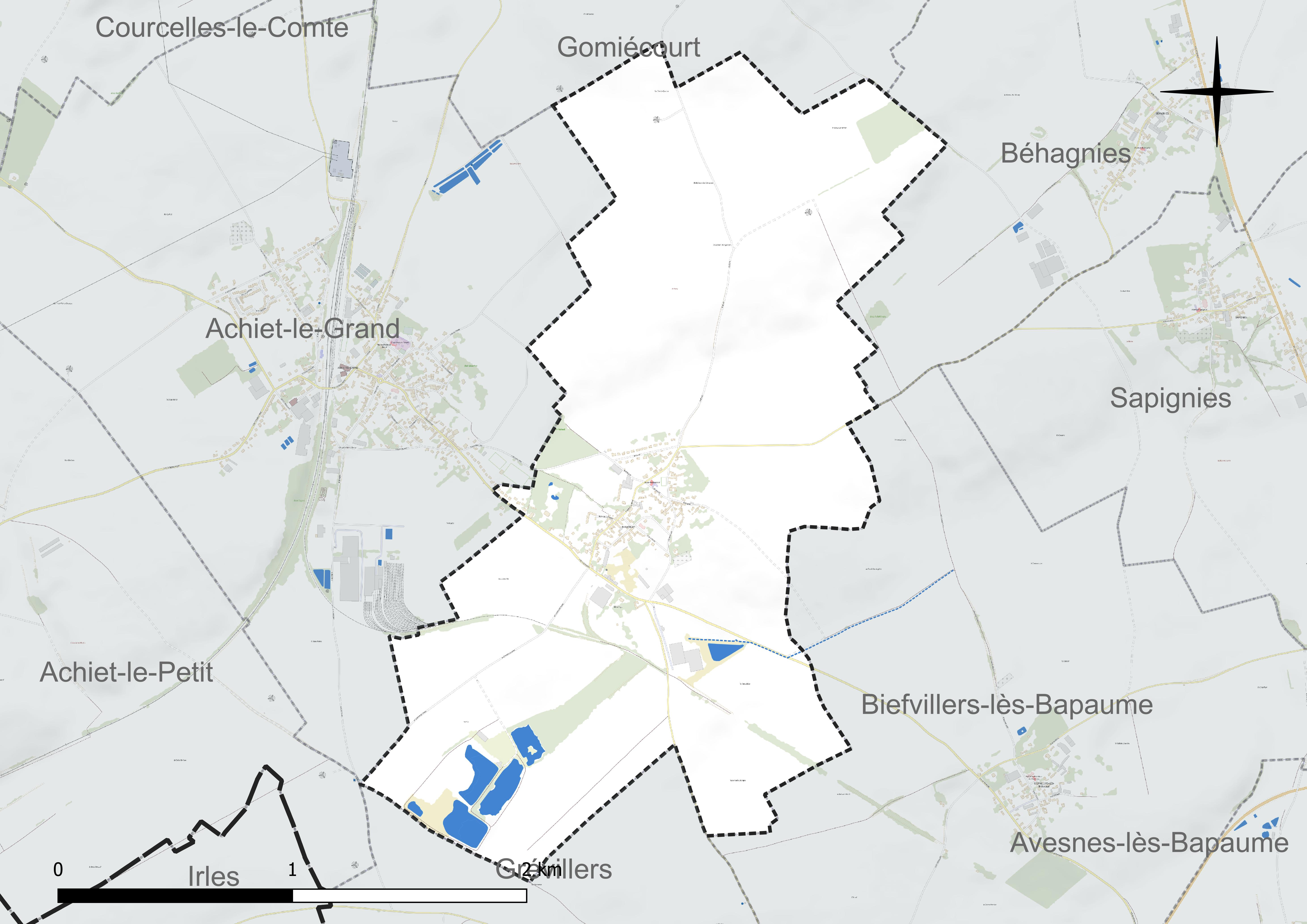
Réseau hydrographique de Bihucourt.

### Climat
Pour des articles plus généraux, voir Climat des Hauts-de-France et Climat du Pas-de-Calais.
En 2010, le climat de la commune est de type climat océanique dégradé des plaines du Centre et du Nord, selon une étude du CNRS s'appuyant sur une série de données couvrant la période 1971-2000. En 2020, Météo-France publie une typologie des climats de la France métropolitaine dans laquelle la commune est exposée à un climat océanique et est dans la région climatique Nord-est du bassin Parisien, caractérisée par un ensoleillement médiocre, une pluviométrie moyenne régulièrement répartie au cours de l'année et un hiver froid (3 °C).
Pour la période 1971-2000, la température annuelle moyenne est de 10,2 °C, avec une amplitude thermique annuelle de 14,1 °C. Le cumul annuel moyen de précipitations est de 743 mm, avec 11,7 jours de précipitations en janvier et 9,1 jours en juillet. Pour la période 1991-2020, la température moyenne annuelle observée sur la station météorologique la plus proche, située sur la commune de Wancourt à 15 km à vol d'oiseau, est de 10,8 °C et le cumul annuel moyen de précipitations est de 711,4 mm,. Pour l'avenir, les paramètres climatiques de la commune estimés pour 2050 selon différents scénarios d'émission de gaz à effet de serre sont consultables sur un site dédié publié par Météo-France en novembre 2022.

### Paysages
Pour un article plus général, voir Paysage en France.
La commune s'inscrit dans les « paysages des grandes plaines arrageoises et cambrésiennes » tels qu'ils sont définis dans l'atlas de paysages de la région Nord-Pas-de-Calais, conçu par la direction régionale de l'Environnement, de l'Aménagement et du Logement (DREAL),.
Ces « paysages des grandes plaines arrageoises et cambrésiennes », qui concernent 238 communes, sont constitués de 80,36 % de cultures, de 8,01 % d'espaces artificialisés avec les communes principales de Cambrai, Caudry, Bapaume et Avesnes-le-Comte, de 7,25 % de prairies naturelles, permanentes, de 3,19 % de forêts et de milieux semi-naturels, 0,77 % de friches industrielles, de 0,38 % de cours d'eau et plan d'eau et de 0,04 % d’espaces industriels. Ces paysages sont dominés par les « grandes cultures » de céréales et de betteraves industrielles qui représentent 70 % de la surface agricole utilisée (SAU).

## Urbanisme

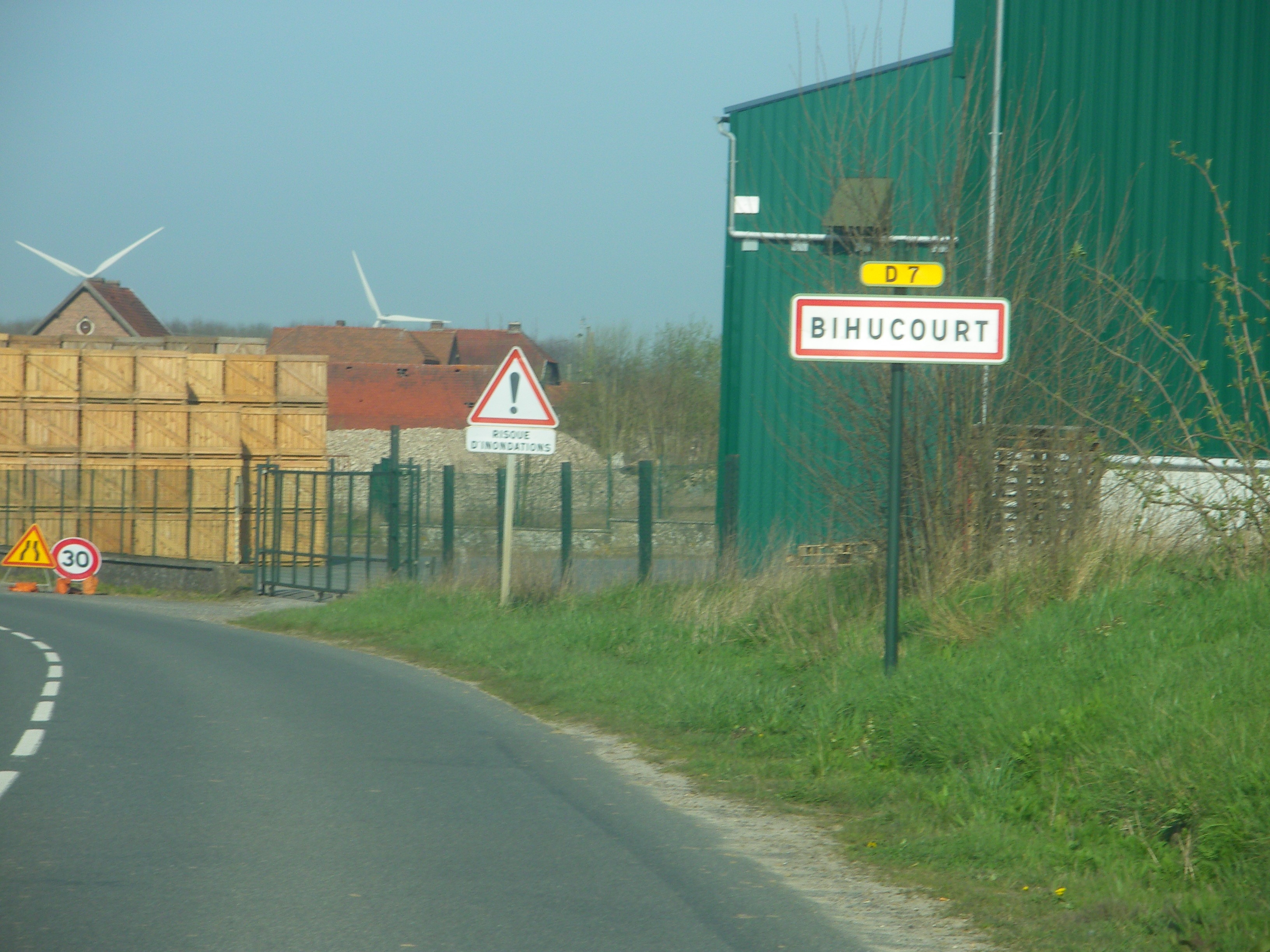
Une entrée de la commune.

### Typologie
Au 1er janvier 2024, Bihucourt est catégorisée commune rurale à habitat dispersé, selon la nouvelle grille communale de densité à sept niveaux définie par l'Insee en 2022.
Elle est située hors unité urbaine. Par ailleurs la commune fait partie de l'aire d'attraction d'Arras, dont elle est une commune de la couronne,. Cette aire, qui regroupe 163 communes, est catégorisée dans les aires de 50 000 à moins de 200 000 habitants,.

### Occupation des sols
L'occupation des sols de la commune, telle qu'elle ressort de la base de données européenne d'occupation biophysique des sols Corine Land Cover (CLC), est marquée par l'importance des territoires agricoles (84,7 % en 2018), en diminution par rapport à 1990 (89,3 %). La répartition détaillée en 2018 est la suivante : 
terres arables (84,7 %), zones industrielles ou commerciales et réseaux de communication (14,2 %), zones urbanisées (1,1 %). L'évolution de l'occupation des sols de la commune et de ses infrastructures peut être observée sur les différentes représentations cartographiques du territoire : la carte de Cassini (XVIIIe siècle), la carte d'état-major (1820-1866) et les cartes ou photos aériennes de l'IGN pour la période actuelle (1950 à aujourd'hui).

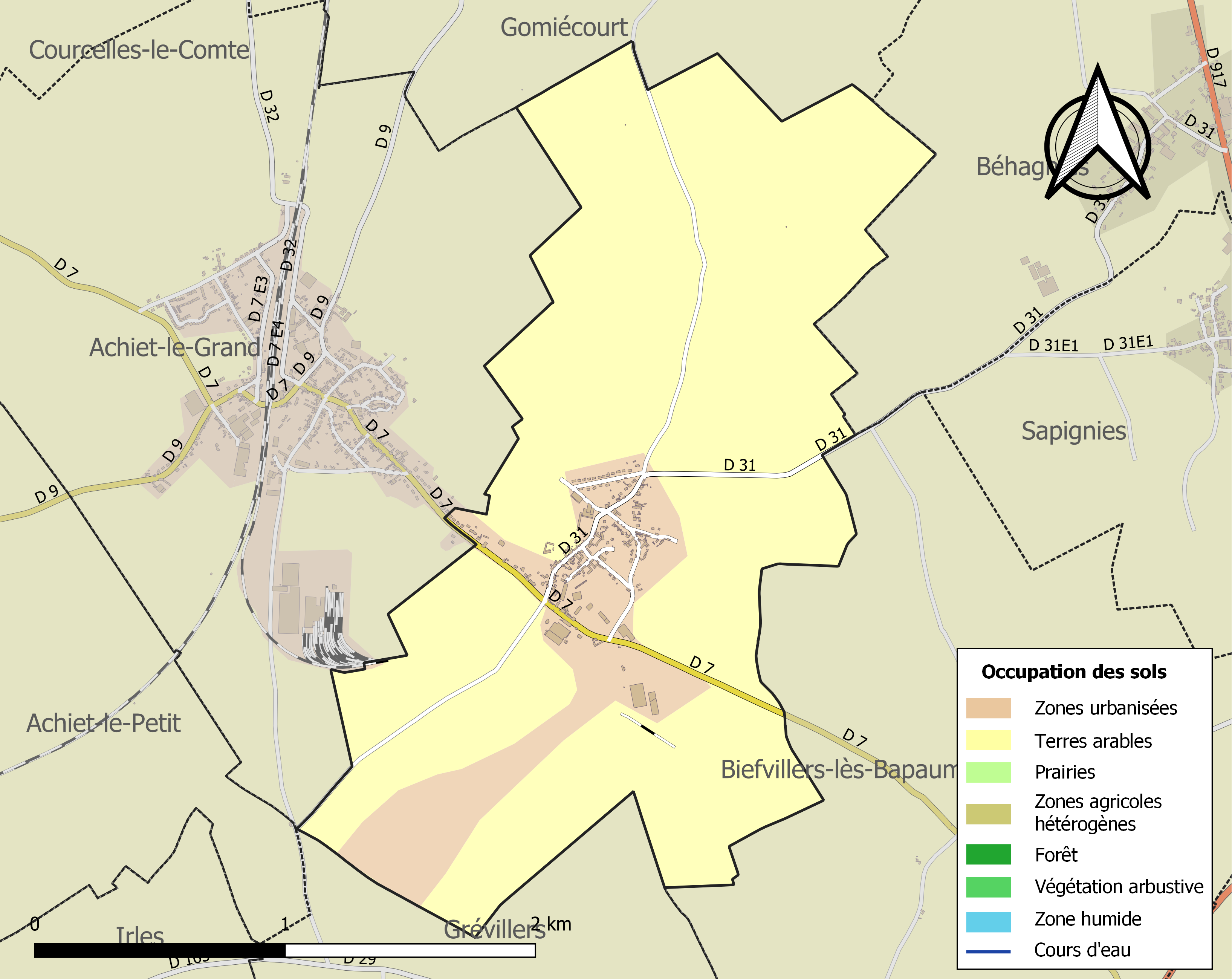
Carte des infrastructures et de l'occupation des sols de la commune en 2018 (CLC).

### Voies de communication et transports

#### Voies de communication
La commune est desservie par les routes départementales D 7 et la D 31. Elle est située à 3 km de la D 929 reliant Bapaume à Amiens et se situe à 8 km de la sortie no 14 de l'autoroute A1 reliant Paris à Lille.

#### Transport ferroviaire
La commune se trouve à 2 km de la gare d'Achiet, située sur la ligne de Paris-Nord à Lille, desservie par des trains régionaux du réseau TER Hauts-de-France et à 20 km de la gare d'Arras, également située sur la ligne de Paris-Nord à Lille, desservie par des TGV inOui et des trains régionaux du réseau TER Hauts-de-France.
La commune était située sur la ligne de chemin de fer d'Achiet à Bapaume et Marcoing, une ancienne ligne de chemin de fer secondaire qui reliait Achiet-le-Grand dans le département du Pas de Calais à Marcoing dans le département du Nord entre 1871 et 1969.

## Toponymie
Le nom de la localité est attesté sous les formes Buhericurtis (893), Buhericurt (1024), Buhicurt (1154), Bohercurtis (1154-1159), Buhicurt (1169), Bohiercurt (1178), Buhircurtz (XIIe siècle), Buihiercurt (1171), Buhiercourt (XIIe siècle), Bihiercort (1217), Buhiercort (1247), Bihiercourt (1272), Bihiercurt (1273), Buihiercourt (1304), Buhicecourt (1309), Buhiecourt (1330-1331), Buyercourt et Buhuicourt (XIVe siècle), Bihiucourt (1565), Bihucourt-Saint-Vaast (1640), Bisaucourt (XVIIIe siècle), Bihucourt depuis 1793 et 1801.
D'un nom de personne germanique Buhari + curtem.

## Histoire
La commune est le théâtre d'opération de la bataille de Bapaume durant la guerre franco-allemande de 1870.
La commune est décorée de la croix de guerre 1914-1918 par décret du 23 septembre 1920, distinction également attribuée à 276 autres communes du Pas-de-Calais.
Elle est frappée par une tornade de type EF3 (vents de 230 a 270kph) le 23 octobre 2022. 200 habitants doivent être relogés et « 80 % de la commune est touchée » selon le maire Benoît Caille.

## Politique et administration

### Découpage territorial
La commune se trouve dans l'arrondissement d'Arras du département du Pas-de-Calais depuis 1801.

#### Commune et intercommunalités
La commune est membre de la communauté de communes du Sud-Artois qui regroupe 64 communes et totalise 27 059 habitants en 2021.

#### Circonscriptions administratives
La commune était rattachée au canton de Grévillers en 1793, puis au canton de Bapaume depuis 1801.

#### Circonscriptions électorales
Pour l'élection des députés, la commune fait partie de la première circonscription du Pas-de-Calais.

### Élections municipales et communautaires

#### Liste des maires
| Période                                  | Période                      | Identité              | Étiquette | Qualité                                                         |
| ---------------------------------------- | ---------------------------- | --------------------- | --------- | --------------------------------------------------------------- |
| Les données manquantes sont à compléter. |                              |                       |           |                                                                 |
| mars 2001                                | 2014                         | Maryse Mouronval      |           |                                                                 |
| 2014,                                    | En cours (au 1 février 2022) | Benoît-Vincent Caille |           | Contremaître, agent de maitrise Réélu pour le mandat 2020-2026, |

## Équipements et services publics

### Justice, sécurité, secours et défense
La commune dépend du tribunal judiciaire d'Arras, du conseil de prud'hommes d'Arras, de la cour d'appel de Douai, du tribunal de commerce d'Arras, du tribunal administratif de Lille, de la cour administrative d'appel de Douai et du tribunal pour enfants d'Arras.

## Population et société

### Démographie
Les habitants de la commune sont appelés les Bihucourtois.

#### Évolution démographique
L'évolution du nombre d'habitants est connue à travers les recensements de la population effectués dans la commune depuis 1793. Pour les communes de moins de 10 000 habitants, une enquête de recensement portant sur toute la population est réalisée tous les cinq ans, les populations de référence des années intermédiaires étant quant à elles estimées par interpolation ou extrapolation. Pour la commune, le premier recensement exhaustif entrant dans le cadre du nouveau dispositif a été réalisé en 2008.

En 2022, la commune comptait 310 habitants, en évolution de −13,17 % par rapport à 2016 (Pas-de-Calais : −0,72 %, France hors Mayotte : +2,11 %).
| 1793 | 1800 | 1806 | 1821 | 1831 | 1836 | 1841 | 1846 | 1851 |
| ---- | ---- | ---- | ---- | ---- | ---- | ---- | ---- | ---- |
| 329  | 345  | 355  | 358  | 367  | 361  | 359  | 338  | 349  |

| 1856 | 1861 | 1866 | 1872 | 1876 | 1881 | 1886 | 1891 | 1896 |
| ---- | ---- | ---- | ---- | ---- | ---- | ---- | ---- | ---- |
| 401  | 394  | 407  | 378  | 351  | 343  | 353  | 348  | 344  |

| 1901 | 1906 | 1911 | 1921 | 1926 | 1931 | 1936 | 1946 | 1954 |
| ---- | ---- | ---- | ---- | ---- | ---- | ---- | ---- | ---- |
| 349  | 336  | 347  | 265  | 294  | 325  | 348  | 363  | 324  |

| 1962 | 1968 | 1975 | 1982 | 1990 | 1999 | 2006 | 2008 | 2013 |
| ---- | ---- | ---- | ---- | ---- | ---- | ---- | ---- | ---- |
| 328  | 328  | 262  | 289  | 307  | 305  | 351  | 364  | 350  |

| 2018 | 2022 | - | - | - | - | - | - | - |
| ---- | ---- | - | - | - | - | - | - | - |
| 345  | 310  | - | - | - | - | - | - | - |

#### Pyramide des âges
En 2018, le taux de personnes d'un âge inférieur à 30 ans s'élève à 38,8 %, soit au-dessus de la moyenne départementale (36,7 %). À l'inverse, le taux de personnes d'âge supérieur à 60 ans est de 21,1 % la même année, alors qu'il est de 24,9 % au niveau départemental.
En 2018, la commune comptait 180 hommes pour 165 femmes, soit un taux de 52,17 % d'hommes, largement supérieur au taux départemental (48,5 %).
Les pyramides des âges de la commune et du département s'établissent comme suit.
| Hommes | Classe d’âge | Femmes |
| ------ | ------------ | ------ |
| 1,1    | 90 ou +      | 0,6    |
| 3,3    | 75-89 ans    | 4,8    |
| 16,7   | 60-74 ans    | 15,8   |
| 20,6   | 45-59 ans    | 25,5   |
| 16,7   | 30-44 ans    | 17,6   |
| 21,1   | 15-29 ans    | 17,6   |
| 20,6   | 0-14 ans     | 18,2   |

| Hommes | Classe d’âge | Femmes |
| ------ | ------------ | ------ |
| 0,5    | 90 ou +      | 1,6    |
| 5,6    | 75-89 ans    | 8,9    |
| 16,7   | 60-74 ans    | 18,1   |
| 20,2   | 45-59 ans    | 19,2   |
| 18,9   | 30-44 ans    | 18,1   |
| 18,2   | 15-29 ans    | 16,2   |
| 19,9   | 0-14 ans     | 17,9   |

## Culture locale et patrimoine

### Lieux et monuments
- L'église Saint-Vaast, reconstruite après la Première Guerre mondiale[39].
- Le monument aux morts[40].

### Héraldique
| Blason de Bihucourt | Blason  | D'or à la croix ancrée de gueules. Ornements extérieursCroix de guerre 1914-1918 |
| Blason de Bihucourt | Détails | Le statut officiel du blason reste à déterminer.                                 |

## Pour approfondir